# 前田優香 (バスケットボール)
前田 優香（まえだ ゆか、1983年9月2日 - ）は、熊本県出身の日本のバスケットボール選手である。ポジションはガードフォワード。

## 人物
神村学園高校から、拓殖大学を経て、2006年、東京海上日動ビッグブルーに入社。
2014年の廃部後は東京のクラブチームに所属。

## 経歴
- 城北小 - 一の宮中 - 神村学園高 - 拓殖大 - 東京海上日動ビッグブルー（2006年〜2014年） - AFBB